# Reino de Córdova

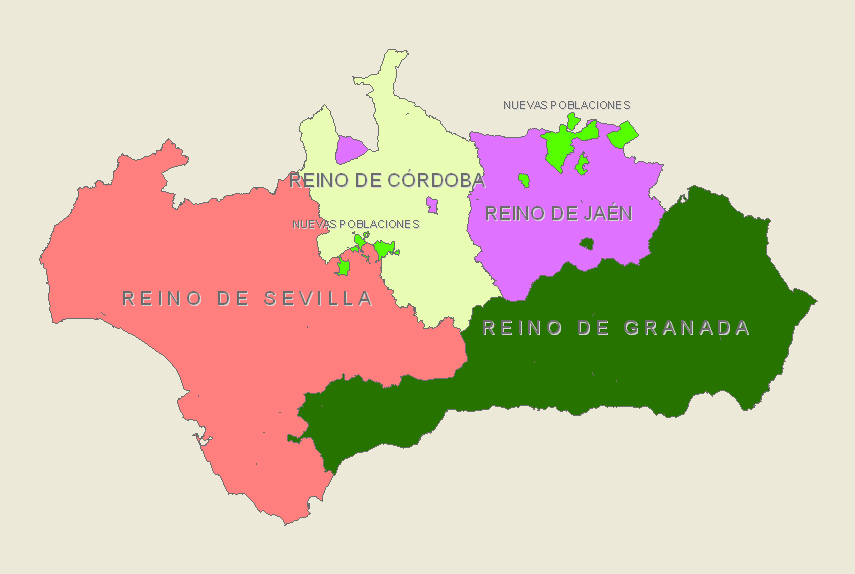
O mapa mostra a extensão do Reino de Córdova, no contexto dos Quatro reinos da Andaluzia.

## História

### Época visigoda
No início da época visigótica, Córdova (assim como outras cidades da região) era praticamente independente. O rei Ágila I profanou uma tumba de um santo, causando uma rebelião na cidade. Durante o levantamento, Atanagildo pede ajuda à Justiniano I, imperador do Império Bizantino, para derrotar o rei Ágila. O imperador aceitou e enviou-lhe tropas que acabaram por ocupar Córdova no ano de 550; derrotaram Ágila e seu filho morreu na batalha. Os bizantinos também ocuparam a Bética, com o apoio de seus cidadãos, que ansiavam voltar ao Império Romano, convertendo-se na província da Espânia do Império Bizantino.
O rei Leovigildo, no ano de 572, aproveitando-se da guerra entre os bizantinos e persas, tomou Córdova. Devido a este feito, o prestígio que Leovigildo desfrutava subiu tanto que pela primeira vez um rei visigodo atreveu-se a usar os símbolos da realeza: coroa, cetro e manto, além de cunhar moedas com seu nome.
Hermenegildo, filho de Leovigildo e duque da Bética, converteu-se ao catolicismo e se rebelou contra seu pai, de religião ariana, sendo apoiado no ano de 579 por Córdova e outras cidades béticas. Porém, foi derrotado em Híspalis em 584, refugiando-se em Córdova, que estava tomada pelos visigodos, e foi preso por seu pai e depois exilado.
A cidade, por motivos religiosos (pela forte implantação do catolicismo) e por afinidade ao Império Romano, tardou em aceitar o poder visigodo, o que demonstrou mediante numerosas revoltas. Isto provocou uma diminuição de sua influência no reino, frente a outras cidades como Híspalis.

### Época muçulmana
Em 716, Córdova converte-se em capital do Emirado de Córdova do Alandalus, crescendo até alcançar maior grandeza da que tinha na época romana. Mais tarde, sob o califado Omíada, alcançou seu máximo apogeu demográfico (segundo algumas fontes, a cidade teria mais de 1 milhão de habitantes), comercial e cultural. Nesta época concluiu-se a construção da Mesquita de Córdova. Em termos de cultura, Córdova alcançou um grande esplendor, contando, inclusive, com a maior biblioteca do mundo daquela época.

### Época cristã
Com os almóadas, Córdova perdeu sua condição de capital de Al-Andalus, o que significou o início de sua decadência, acentuada quando em 1236 foi conquistada pelos cristãos (pelo rei cristão Fernando III).
Foi peça-chave para a conquista de Granada por parte dos Reis Católicos que estabeleceram durante vários anos a corte na cidade. Neste período Cristóvão Colombo conheceu a cordobesa Beatriz Enríquez de Arana, com a qual teve seu segundo filho, Fernando Colombo. Quando o navegador partiu em 1492, enviou a Córdova o seu filho Diego, para se encontrar com o irmão Fernando e a "mãe adotiva" Beatriz.
Desta época também se sobressai a figura de Gonzalo Fernández de Córdova, o "Grande Capitão".
Os reis de Espanha ostentam em seu título o de Reis de Córdova.